# سن-افرم-دو-بوس، کبک
سن-افرم-دو-بوس (به فرانسوی: Saint-Éphrem-de-Beauce) شهری در منطقه شهری بوس-سارتیگان ناحیه شودییر-آپالاش در استان کبک کانادا است. در سرشماری سال ۲۰۱۱ این شهر ۲٬۶۵۱ نفر جمعیت داشته‌است و مساحت آن ۱۱۵٫۳۵ کیلومتر مربع است.